# The Number Ones
The Number Ones is een compilatiealbum van de Britse band The Beatles. Het album werd op 13 mei 1983 uitgebracht en verscheen alleen in Australië op de markt. Het is een lokale versie van het compilatiealbum 20 Greatest Hits, dat in 1982 in de rest van de wereld verscheen. Aangezien de band 23 nummer 1-hits had in Australië, werd dit album hierop aangepast. Niet alle nummers pasten op een normale lp, dus werden de nummers "Love Me Do", "I Feel Fine" en "Rock and Roll Music" uitgebracht op een bijgevoegde ep. Het album stond een week op de bovenste plaats in de Australische albumhitlijsten.

## Tracks
Alle muziek en teksten zijn geschreven door Lennon-McCartney, tenzij anders aangegeven. 
| Nr. | Titel                      | Schrijver(s) | Afkomstig van      | Duur |
| --- | -------------------------- | ------------ | ------------------ | ---- |
| 1.  | I Want to Hold Your Hand   |              | Single uit 1963    | 2:24 |
| 2.  | I Saw Her Standing There   |              | Please Please Me   | 2:55 |
| 3.  | Can't Buy Me Love          |              | A Hard Day's Night | 2:11 |
| 4.  | A Hard Day's Night         |              | A Hard Day's Night | 2:33 |
| 5.  | I Should Have Known Better |              | A Hard Day's Night | 2:44 |
| 6.  | Ticket to Ride             |              | Help!              | 3:10 |
| 7.  | Help!                      |              | Help!              | 2:18 |
| 8.  | We Can Work It Out         |              | Single uit 1965    | 2:15 |
| 9.  | Nowhere Man                |              | Rubber Soul        | 2:44 |
| 10. | Yellow Submarine           |              | Revolver           | 2:38 |
| 11. | Penny Lane                 |              | Single uit 1967    | 3:00 |

| Nr. | Titel                       | Schrijver(s)    | Afkomstig van   | Duur |
| --- | --------------------------- | --------------- | --------------- | ---- |
| 12. | All You Need Is Love        |                 | Single uit 1967 | 3:47 |
| 13. | Hello, Goodbye              |                 | Single uit 1967 | 3:27 |
| 14. | Lady Madonna                |                 | Single uit 1968 | 2:16 |
| 15. | Hey Jude                    |                 | Single uit 1968 | 7:04 |
| 16. | Ob-La-Di, Ob-La-Da          |                 | The Beatles     | 3:07 |
| 17. | Get Back                    |                 | Let It Be       | 3:12 |
| 18. | The Ballad of John and Yoko |                 | Single uit 1969 | 2:59 |
| 19. | Something                   | George Harrison | Abbey Road      | 3:01 |
| 20. | Let It Be                   |                 | Let It Be       | 3:50 |

| Nr. | Titel               | Schrijver(s) | Afkomstig van    | Duur |
| --- | ------------------- | ------------ | ---------------- | ---- |
| 21. | Love Me Do          |              | Please Please Me | 2:20 |
| 22. | I Feel Fine         |              | Single uit 1964  | 2:18 |
| 23. | Rock and Roll Music | Chuck Berry  | Beatles for Sale | 2:30 |